# Propanil
Propanil is een herbicide dat veel gebruikt wordt tegen zowel eenzaadlobbige als tweezaadlobbige planten, vooral bij de teelt van rijst, maïs en aardappelen. Zuiver propanil is een wit kristallijn poeder, het technisch product is bruin. Commerciële producten kunnen vast of vloeibaar zijn. In de Verenigde Staten is het een van de meest gebruikte herbiciden. In de Europese Unie mag het sedert 2009 niet meer worden toegepast.
Het bedrijf Rohm & Haas bracht propanil in 1961 op de markt in de Verenigde Staten, onder de merknaam Stam. Later zijn andere producenten het ook gaan verkopen, onder meer Bayer (Surcopur) en BASF (Synpran N en Wham EZ).

## Synthese
Propanil wordt bereid door de reactie van 3,4-dichlooraniline, dat zelf uit 1,2-dichloorbenzeen kan bereid worden, met propionylchloride, een derivaat van propaanzuur.

## Werking
Propanil is een selectief contactherbicide dat de fotosynthese verstoort.

## Regelgeving
De Europese Commissie heeft besloten dat propanil niet meer gebruikt mag worden, onder meer omdat de blootstelling eraan van toedieners groter zou zijn dan het aanvaardbare niveau. De bestaande erkenningen van propanil moesten uiterlijk op 30 maart 2009 worden ingetrokken.

## Toxicologie en veiligheid
Propanil is irriterend voor de ogen en de huid. De stof kan effecten hebben op het centraal zenuwstelsel en op het bloed (methemoglobinemie).
Commerciële producten met propanil kunnen ontvlambare oplosmiddelen bevatten. Propanil is giftig voor waterorganismen.